# Jessie Traill
Jessie Constance Alicia Traill (29 de julho de 1881 – 15 de maio de 1967) foi uma gravurista australiana. Instruída por Frederick McCubbin na National Gallery of Victoria Art School, e pelo pintor e gravurista Frank Brangwyn em Londres, Traill trabalhou na Inglaterra e na França pouco antes da Primeira Guerra Mundial. Durante a guerra, ela serviu em hospitais com o Destacamento de Auxílio Voluntário (Voluntary Aid Detachment).
Traill é conhecida por uma série de gravuras, criadas no início dos anos 1930, mostrando a construção da Ponte da Baía de Sydney. A crítica e historiadora de arte Sasha Grishin descreveu Traill como "uma das grandes artistas australianas do século XX".